# فن الرؤية
فن الرؤية (بالإنجليزية: The Art of Seeing)‏ هو كتاب من تأليف الكاتب الإنجليزي ألدوس هكسلي نشر عام 1942، و يروي هكسلي في هذا الكتاب تجربته مع أسلوب بيتس وكيف ساعده في تحسين بصره.